# Cătălin Cozma
Cătălin Cozma (1º ottobre 1995) è un tuffatore rumeno.

## Palmarès
| Anno | Manifestazione   | Sede    | Evento           | Risultato | Prestazione | Note  |
| ---- | ---------------- | ------- | ---------------- | --------- | ----------- | ----- |
| 2014 | Europei di nuoto | Berlino | Piattaforma 10m  | 10º       | 400,35 p.   |       |
| 2014 | Europei di nuoto | Berlino | Gara a squadre   | 7º        | 332,60 p.   |       |
| 2015 | Europei di tuffi | Rostock | Squadra mista    | 6º        | 309,25 p.   |       |
| 2015 | Mondiali         | Kazan'  | Piattaforma 10m  | 38º Q     | 331,85 p.   |       |
| 2015 | Mondiali         | Kazan'  | Sincro 10m misti | 11º       | 286,92 p.   |       |
| 2015 | Mondiali         | Kazan'  | Squadra mista    | 13º       | 318,95 p.   |       |
| 2019 | Mondiali         | Gwangju | Piattaforma 10m  | 42º Q     | 287,95 p.   | [ 1 ] |